# Tucker Frederickson
College Football Hall of Fame 1994
(en) Statistiques sur pro-football-reference
Ivan Charles "Tucker" Frederickson, né le 12 janvier 1943 à Hollywood dans l'État de Floride, est un Américain, joueur professionnel de football américain ayant évolué au poste de running back pour la franchise des Giants de New York en National Football League (NFL).
Au niveau universitaire, il joue pour le Tigers d'Auburn. Il est élu All-American à l'université, et termine second au Trophée Heisman en 1964.
Il est intronisé au College Football Hall of Fame en 1984.
Il est sélectionné en tout premier choix lors de la draft 1965 de la NFL (en) et est désigné au poste de fullback pour le Pro Bowl 1965.

## Jeunesse
Frederickson est diplômé de la South Broward High School à Hollywood dans l'État de Floride. Il y pratique le football américain. Le 3 décembre 1960, il gagne 121 yards en 24 courses et inscrit un touchdown après une course de quinze yards lors de la victoire contre South Dade. Celle-ci, obtenue au McArthur Stadium d'Hollywood, permet aux Bulldogs d'obtenir le titre de champion de la Gold Coast Conference.

## Carrière universitaire
Joueur a la fois défensif et offensif (Two-way player (en)), il intègre l'université d'Auburn dans  l'État de Géorgie et joue au football américain pour le compte des Tigers. Il y gagne une moyenne de 4,6 yards par course en attaque et est le meilleur défenseur de son équipe au nombre d'interceptions alors qu'il joue au poste de safety. En 1963 et 1964, il remporte le Jacobs Blocking Trophy (en) du meilleur plaqueur de la Southeastern Conference,. Il est classé sixième au Trophée Heisman en 1964. L'entraîneur Shug Jordan (en) dit de lui qu'il est le « footballeur le plus complet que j'ai jamais vu. ». Frederickson est sélectionné dans l'équipe type All-America en 1964.
En 1994, il est intronisé au College Football Hall of Fame.

## Carrière professionnelle
Frederickson est sélectionné en tout premier choix lors du premier tour de la draft 1965 de la NFL (en) par les Giants de New York. Il y reste six saisons avant qu’une blessure au genou ne l’oblige à prendre sa retraite en 1971.

## Statistiques
| Année       | Équipe          | Statut      | MJ |     | Passes réceptionnées | Passes réceptionnées | Passes réceptionnées | Passes réceptionnées |       | Courses | Courses | Courses | Courses |
| Année       | Équipe          | Statut      | MJ | Nb. | Yards                | Moy.                 | TD                   | Nb.                  | Yards | Moy.    | TD      |         |         |
| 1962        | Tigers d'Auburn | So.         | 10 | 54  | 192                  | 3,6                  | 1                    | 9                    | 104   | 11,6    | 1       |         |         |
| 1963        | Tigers d'Auburn | Jr.         | 10 | 77  | 311                  | 4                    | 2                    | 5                    | 34    | 6,8     | 1       |         |         |
| 1964        | Tigers d'Auburn | Sr.         | 10 | 129 | 576                  | 4,5                  | 5                    | 14                   | 101   | 7,2     | 0       |         |         |
| Totaux NCAA | Totaux NCAA     | Totaux NCAA | 30 | 260 | 1079                 | 4,2                  | 8                    | 28                   | 239   | 8,5     | 2       |         |         |

| Année                  | Équipe                 | MJ |     | Passes réceptionnées | Passes réceptionnées | Passes réceptionnées | Passes réceptionnées |       | Courses | Courses | Courses | Courses |  | Fumbles | Fumbles |
| Année                  | Équipe                 | MJ | Nb. | Yards                | Moy.                 | TD                   | Nb.                  | Yards | Moy.    | TD      | Nb.     | Perdus  |  |         |         |
| 1965                   | Giants de New York     | 13 | 195 | 659                  | 3,4                  | 5                    | 24                   | 177   | 7,4     | 1       | 9       | 6       |  |         |         |
| 1967                   | Giants de New York     | 10 | 97  | 311                  | 3,2                  | 2                    | 19                   | 153   | 8,1     | 0       | 3       | 3       |  |         |         |
| 1968                   | Giants de New York     | 14 | 142 | 486                  | 3,4                  | 1                    | 10                   | 64    | 6,4     | 2       | 2       | 2       |  |         |         |
| 1969                   | Giants de New York     | 5  | 33  | 136                  | 4,1                  | 0                    | 14                   | 95    | 6,8     | 1       | 0       | 0       |  |         |         |
| 1970                   | Giants de New York     | 14 | 120 | 375                  | 3,1                  | 1                    | 40                   | 408   | 10,2    | 3       | 8       | 8       |  |         |         |
| 1970                   | Giants de New York     | 10 | 64  | 242                  | 3,8                  | 0                    | 21                   | 114   | 5,4     | 1       | 1       | 0       |  |         |         |
| Totaux NFL / NY Giants | Totaux NFL / NY Giants | 66 | 651 | 2209                 | 3,4                  | 9                    | 1258                 | 1011  | 7,9     | 8       | 23      | 19      |  |         |         |

## Trophées et récompenses
- Sélectionné au Pro Bowl 1965 ;
- Désigné MVP de la Conférence SEC en 1964 ;
- Vainqueur du Jacobs Blocking Trophy en 1963 et 1964 ;
- Sélectionné dans l'équipe-type NCAA (All-America) en 1964 ;
- Sélectionné dans l'équipe-type de la Conférence SEC (All-SEC) en 1964 ;
- Sixième du Trophée Heisman en 1964.